# Knightsbridge
Knightsbridge est un quartier situé dans le centre de Londres. 

## Situation et accès

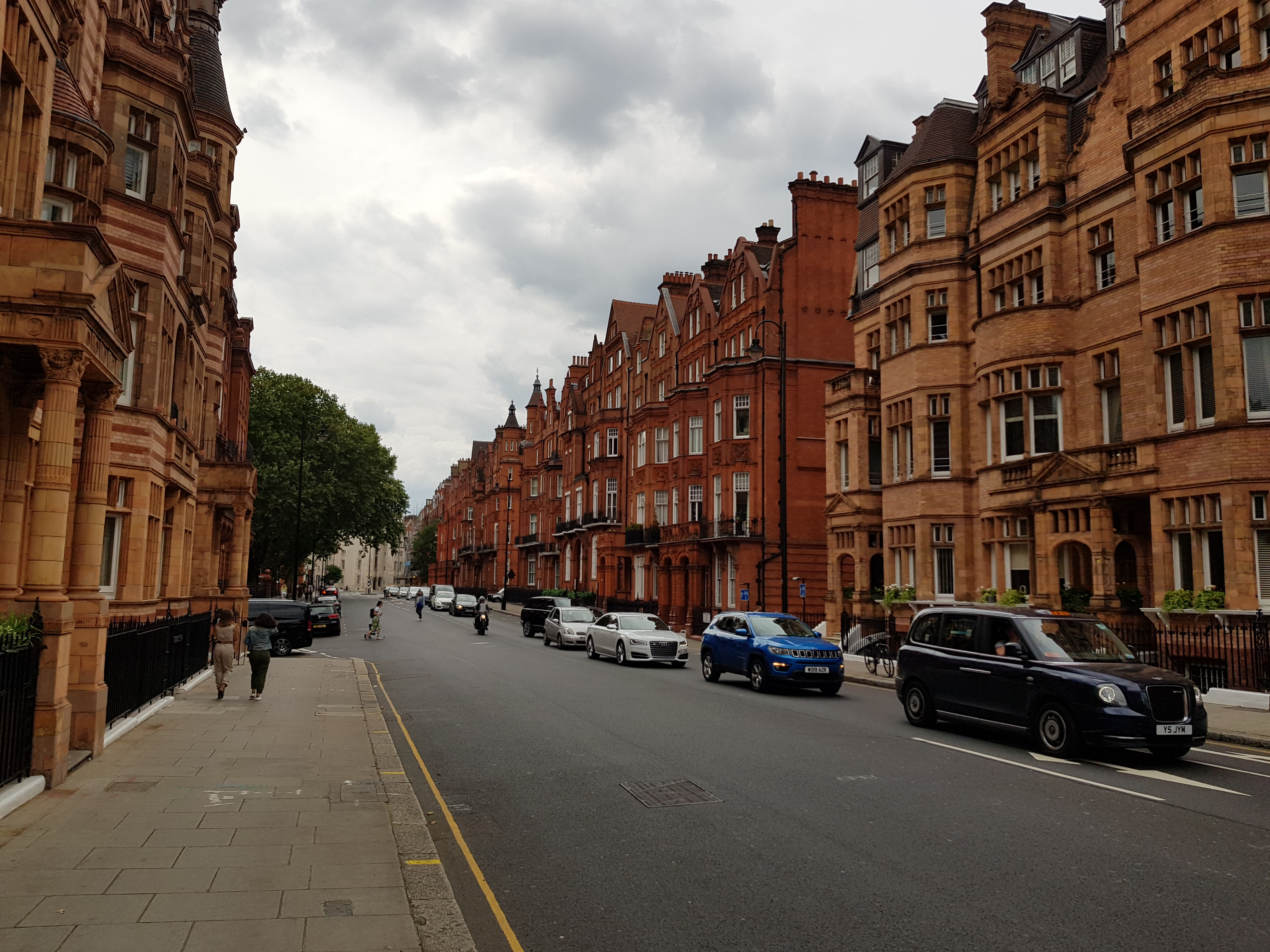
Pont Street, marquant la limite sud de Knightsbridge.

Ce quartier est situé dans les arrondissements de la cité de Westminster et de Kensington & Chelsea. Il est délimité par Sloane Street à l’est, par Exhibition Road à l’ouest, par Hyde Park au nord et par Brompton Road, Beauchamp Place et Pont Street au sud. Il est desservi par la ligne  Piccadilly aux stations  Knightsbridge et  Hyde Park Corner.
Knightsbridge est aussi le nom de l'artère longeant le côté sud de Hyde Park, de Hyde Park Corner jusqu'à Rutland Gate, où la rue prend le nom de rue de Kensington. 
 Knightsbridge désigne également la station de métro située dans cette rue.

## Origine du nom
On relève les occurrences suivantes du nom de Knightsbridge en vieil anglais : Cnihtebricge (vers 1050), Knichtebrig (1235), Cnichtebrugge (13e siècle) et Knyghtesbrugg en 1364.
La signification de son nom est facile à comprendre pour ceux qui ont quelques notions d'anglais : knights (chevaliers) et bridge (pont). Le pont était sur la rivière Westbourne, aujourd'hui couverte, qui était dans le passé utilisé par les soldats montés.

## Aujourd’hui
Le quartier est connu pour sa richesse financière, ses établissements culturels, éducatifs et commerciaux. Il constitue avec les quartiers de Belgravia, Mayfair et Kensington ce que les agents immobiliers britanniques ont coutume d'appeler le Carré d'Or de Londres.
Le prix de l'immobilier y est en effet très élevé (jusqu'à 20 millions d'euros pour un appartement en 2010). 
En 2020, une vaste demeure de 5 574 m2 surplombant Hyde Park située au no 2-8a, Rutland Gate, comptant 6 étages et 45 pièces, est acquise par le milliardaire chinois Cheung Chung-kiu pour la somme de 210 millions de livres, un prix jamais atteint dans le pays.
En 2024, dans la résidence One Hyde Park, un appartement de 1 672 m2 y est vente au prix de 205 millions d’euros, ce qui en ferait, s’il était vendu à ce prix, l’appartement le plus cher jamais vendu au Royaume-Uni,.

## Bâtiments remarquables et lieux de mémoire

### Ambassades
- Ambassade d’Afghanistan, 31, Princes Gate.
- Ambassade d’Éthiopie, 17, Princes Gate.
- Ambassade de France au Royaume-Uni, 56, Knightsbridge.
- Ambassade de Libye au Royaume-Uni, 15, Knightsbridge.

### Grands hôtels
- Bulgari Hotel London.
- Mandarin Oriental Hyde Park Hotel, ouvert en 1902.

### Lieux de culte

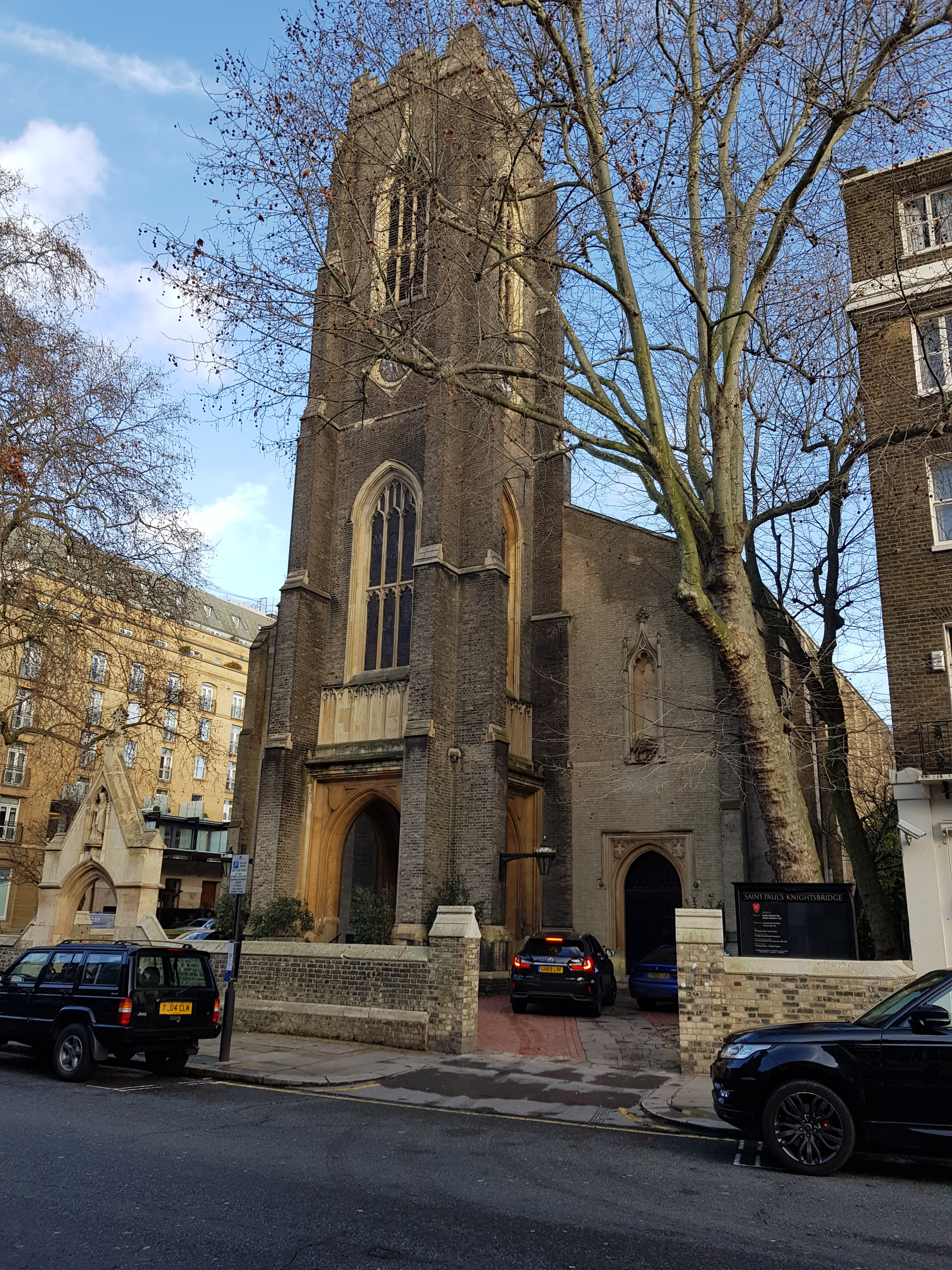
Église Saint-Paul.

- Église Saint-Paul de Knightsbridge.
- Oratoire de Brompton, bâtiment classé de grade II.
- Holy Trinity Brompton, église anglicane.
- Holy Trinity South Kensington, église anglicane.

### Magasins
- Harrods.
- Harvey Nichols

### Musées et galeries
- Victoria and Albert Museum, musée d’arts appliqués et décoratifs.